# Montefalcone di Val Fortore
Montefalcone di Val Fortore és un municipi situat al territori de la província de Benevent, a la regió de la Campània (Itàlia). Segons cens de 2021 te 1.282 habitants en una superfície de 0,4488 km².
Montefalcone di Val Fortore limita amb els municipis de Castelfranco in Miscano, Foiano di Val Fortore, Ginestra degli Schiavoni, Roseto Valfortore i San Giorgio La Molara.

## Galeria

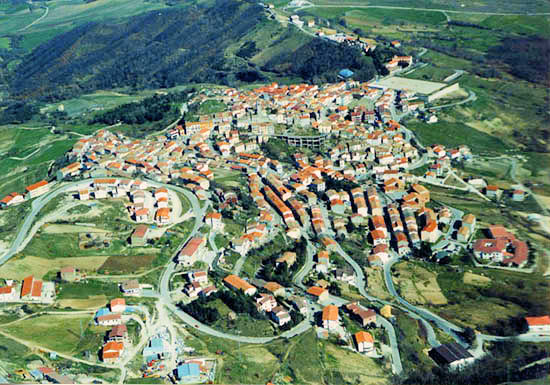
Vista aèria